# Derek Barber, Baron Barber of Tewkesbury
Derek Coates Barber, Baron Barber of Tewkesbury Kt (* 17. Juni 1918; † 21. November 2017) war ein britischer Staatsbeamter, Agrarwissenschaftler, Politiker und Life Peer.

## Leben und Karriere
Barber wurde 1918 als Sohn von Thomas Smith-Barber († 1967) und Elsie Agnes Coates  († 1967) geboren und besuchte das Royal Agricultural College. Er diente im Zweiten Weltkrieg und wurde in dieser Zeit verwundet. Er war als Landwirt in Gloucestershire tätig, bevor er von 1946 bis 1972 verschiedene Positionen beim Ministerium für Agrarwirtschaft, Fischerei und Ernährung (Ministry of Agriculture, Fisheries and Food) innehatte. Seitdem nahm er verschiedene Beratungsaufträge im Bereich Agrarwesen, unter anderem für die Regierung und die BBC, an.
Barber war von 1948 bis 1952 Mitglied im „Cheltenham Rural District Council“. 1969 war er Gründungsmitglied der „Farming and Wildlife Advisory Group“. Von 1972 bis 1993 war er als Umweltberater (Environment Consultant) bei „Humberts Chartered Surveyors“ tätig. Von 1974 bis 1980 war er Vorsitzender des BBC’s Central Agricultural Advisory Committee. Von 1974 bis 1989 war er Berater bei „Humberts Landplan“. Beim „Countryside Committee“ war er von 1981 bis 1991 Vorsitzender (Chairman). In dieser Funktion war er bei öffentlichen Veranstaltungen, insbesondere bei der Eröffnung mehrerer Landschaftsparks, vertreten und führte die offizielle Einweihung durch.
Von 1990 bis 1996 war Barber Vorsitzender (Chairman) des „Booker plc Countryside Advisory Board“. Von 1982 bis 2005 war er Präsident der „Gloucestershire Naturalists Society“. Von 1990 bis 1991 war er Präsident der Royal Society for the Protection of Birds (RSPB), nachdem er dort bereits von 1976 bis 1981 Vorsitzender (Chairman) und Vizepräsident (Vice-President) von 1982 bis 1998 war. Außerdem war er von 1991 bis 1992 Präsident der Royal Agricultural Society of England. Von 1992 bis 1996 war er Präsident des „The Hawk and Owl Trust“ und von 1995 bis 1997 bei der „British Pig Association“. Bei der „Ornithology Society of Middle East“ war er von 1987 bis 1997 Vizepräsident (Vice-President).
Mitte der 1980er Jahre war er an der Gründung des „UK Centre for Economic and Environmental Development“ (UK CEED) beteiligt.
Er war von 1985 bis 1988 Mitglied des „Advisory Committee Centre for Agricultural Strategy“. Von 1987 bis 1989 gehörte er dem Verwaltungsrat (Council) des „British Trust for Ornithology“ und von 1987 bis 1993 dem Verwaltungsrat des „Rare Breeds Survival Trust“ an. Dort war er von 1991 bis 1995 und erneut von 1997 bis 1999 Präsident. Von 1991 bis 1995 war er Vorsitzender (Chairman) des „New National Forest Advisory Board“ und stellvertretender Vorsitzender (Deputy Chairman) der „The Groundwork Foundation“. Von 1983 bis 1999 war er Mitglied des Aufsichtsrates (Board) des „Centre for Economic and Environmental Development“.
Seit 1990 war er Schirmherr (Patron) des „Pendle Heritage Trust“. Von 1984 bis 1991 war er Mitglied im Treuhandrat des „Farming and Wildlife Trust“. Er war Vizepräsident (Vice-President) des „Nature in Art Trust“.
Außerdem war Barber Autor mehrerer Bücher. Im November 2006 verfasste er das Vorwort zu An UnOrdinary Life, den Memoiren des Landwirts und Journalisten Anthony Rosen.

## Mitgliedschaft im House of Lords
Er wurde am 12. August 1992 als Baron Barber of Tewkesbury, of Gotherington in the County of Gloucestershire, zum Life Peer erhoben und war dadurch seitdem als Crossbencher Mitglied im House of Lords. Am 14. April 1993 hielt er seine Antrittsrede.
Als Themen von politischem Interesse gab er auf der Internetseite des Parlaments Landwirtschaft, Forstwirtschaft und Umweltschutz an. Er meldete sich zuletzt am 15. Oktober 1996 zum Thema EU-Erweiterung zu Wort. Am 5. November 2002 nahm er zuletzt an einer Abstimmung teil. Am 25. März 2016 trat er gemäß den Regelungen des House of Lords Reform Act 2014 in Ruhestand und schied aus dem House of Lords aus.

## Familie
Barber war zweimal verheiratet. Seine erste Ehe wurde 1981 geschieden. Barber war, in zweiter Ehe, seit 1983 mit Rosemary Jennifer Brougham Pearson verheiratet.

## Veröffentlichungen
- Farming for Profits. Iliffe, 1961, ISBN 0-592-00004-4 (mit Keith Dexter).
- Farming in Britain Today. Allen Lane, London 1969, ISBN 0-7139-0061-X (mit Frances Donaldson und John G. S. Donaldson).
- Farming and Wildlife. A Study in Compromise. The Royal Society for the Protection of Birds, London 1971, ISBN 978-0-903138-00-0.
- Humberts into the Eighties. A history of Humberts Chartered Surveyors 1842–1980. 1980[4], ISBN unbekannt.

## Ehrungen
Barber wurde mit mehreren Ehrungen ausgezeichnet. 1939 erhielt er die John Haygarth Gold Medal in Agriculture. 1969 wurde er mit der Bledisloe Gold Medal for Landowners ausgezeichnet. 1977 wurde ihm die Queen’s Silver Jubilee Medal verliehen. 1983 wurde er mit der Gold Medal for Services to Wildlife Conservation der Royal Society for the Protection of Birds geehrt.
Barber wurde 1984 als Knight Bachelor geadelt. 1989 erhielt er den Massey-Ferguson Agriculture Award. Zwei Jahre später, 1991, wurde er mit der Gold Medal for Distinguished Service to Agriculture geehrt.
Die University of Bradford verlieh ihm 1986 den Ehrendoktortitel Doctor of Science (Hon DSc). Im selben Jahr wurde er Honorary Fellow der Agricultural Society of England (Hon FRASE). 1992 wurde er Fellow Institute of Agricultural Management (F.I.Agr.M.).